# 劉體仁 (萬曆癸丑進士)
劉體仁（16世紀—17世紀），字同吾，四川成都府內江縣人，明朝政治人物。

## 生平
劉體仁是萬曆三十七年（1609年）的舉人，到四十一年（1613年）成進士，獲授刑部郎中，外任承天知府，以忠孝節儉管理下屬和人民；擢任湖廣巡撫時決定致仕回鄉，不作請見，人稱「廉介先生」，八十歲時去世，有《懷歸集》、《四書遵註正解》等作品。兒子劉用懌則在崇禎六年中舉人。

## 引用
1. 1 2  同治《內江縣志·卷七·人文下》：劉體仁 字同吾，性敏嗜書，為文高華粹美，力挽頹風。萬歷癸丑成進士，以刑曹郎出知承天，清廉率屬，養民課士一以忠孝儉樸為本。銓部已議擢楚憲，致仕歸不事干謁，邑人稱廉介先生，卒年八十，子用懌登崇禎癸酉賢書。著有《懷歸集》、《四書遵註正解》、詩文若干卷藏於家。
2. ↑  同治《內江縣志·卷三·選舉》：（萬曆）己酉科（舉人）……劉體仁 見甲科